# Containerterminal

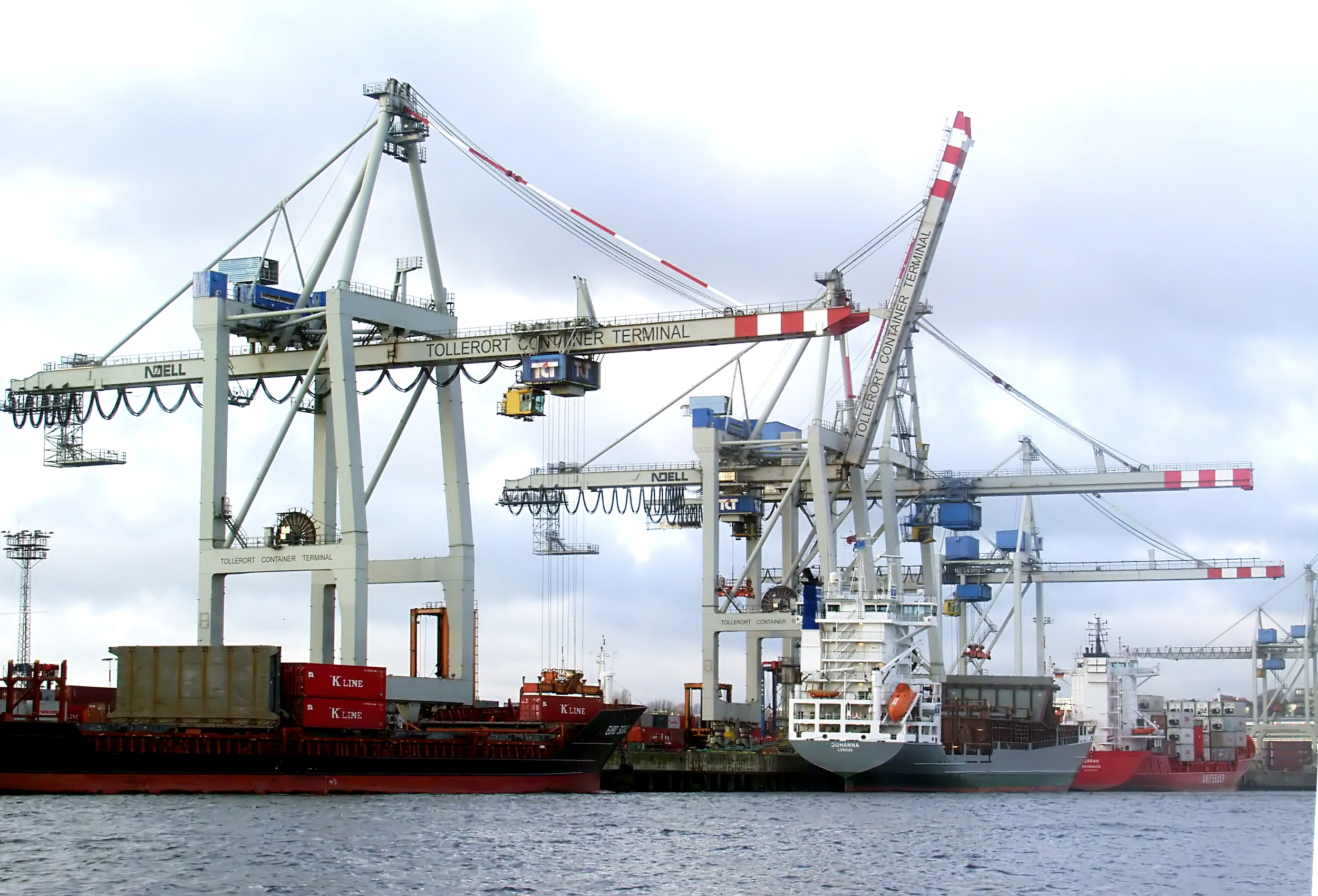
Containerterminal Tollerort im Hamburger Hafen

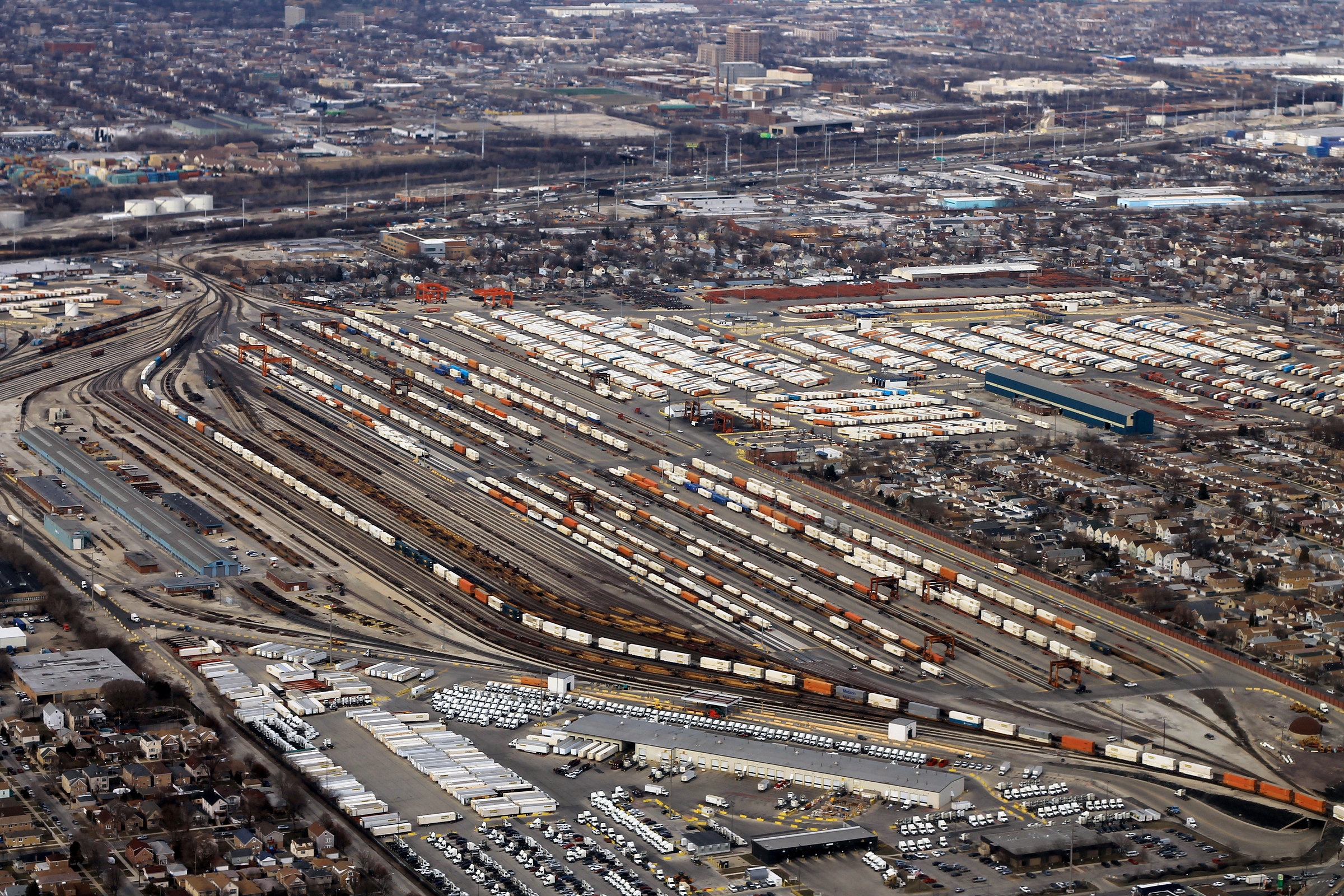
Corwith Intermodal Facility der BNSF Railway in Chicago

Ein Containerterminal (CT) ist eine Anlage, an der Container zwischen unterschiedlichen Transportmitteln (vgl. intermodaler Verkehr) umgeschlagen werden (zum Beispiel Schiff ↔ LKW und/oder Schiff ↔ Eisenbahnwaggon).
Neben Seeschiff-Terminals gibt es auch Binnenschiff-Terminals an Kanälen oder Flüssen. Ebenso gibt es Containerterminals, die Container zwischen Lkw und Eisenbahn umschlagen. Im Warenverkehr werden Container häufig zwischen Containerschiffen, Feederschiffen, Binnenschiffen und Landtransportmitteln (Lastkraftwagen oder Eisenbahn) umgeladen („umgeschlagen“) und auch kurz zwischengelagert. Besonders viel Beachtung finden Kühlcontainer, die elektrisch angeschlossen werden und deren Zustand regelmäßig überwacht und dokumentiert werden muss. Eine Sonderrolle spielen abgesetzte Leercontainer-Terminals, die eingerichtet wurden, um die Kapazität eines wasserseitigen Seeschiffsterminals besser für beladene Container zu nutzen.
Containerterminals spielen im Rahmen der nationalen und internationalen Transportketten eine besondere Rolle. Sie sind Knotenpunkte der Transportwege (siehe auch Hub and Spoke) und bewerkstelligen auch den Mode-Wechsel (Umschlag) zwischen Seeschiffen und Feederschiffen (Zubringern) oder Bahn und Straße. Dazu kommen Aufgaben wie das Zusammenfassen von Ladungen in Containern sowie das Lagern und Verteilen von Containern.

## Entwicklung
Mit der breiten Verwendung von Standardcontainern als Transportbehälter seit den späten 1960er Jahren wurden zunehmend Schiffe und Häfen für den Containerumschlag und -Transport ausgerüstet. Am Beispiel des Hamburger Hafens wird sichtbar, wie rapide sich diese Entwicklung vollzogen hat:
Am 9. Mai 1966 wurde in Bremen die Fairland, ein zum Containerschiff umgebautes konventionelles Frachtschiff der US-amerikanischen Reederei Sealand im Neustädter Hafen abgefertigt.
Mitte 1968 wurde das erste US-amerikanische Vollcontainerschiff in Hamburg abgefertigt. Im gleichen Jahr entstand im Stadtteil Waltershof ein Terminal für den Containerumschlag mit zunächst vier Liegeplätzen. 1969 wurden bereits 60.805 TEU (Abkürzung für die Entsprechung eines 20-Fuß-Standard-Containers) umgeschlagen, das machte gerade einen Anteil am Stück- und Sackgutverkehr von 3,2 % aus. In den Folgejahren nahm die Stückzahl abgefertigter Container kontinuierlich zu: 2004 wurden hier bereits mehr als sieben Millionen TEU umgeschlagen. Inzwischen befindet sich weit über 90 % des Stückguts, das in Hamburg und anderen großen europäischen Seehäfen umgeschlagen wird, in Containern.
Nach 35 Jahren dominiert der Containerumschlag damit den konventionellen Umschlag. Es wird allgemein damit gerechnet, dass sich dieser Trend fortsetzen wird.
2009 wurden, bedingt durch die Wirtschaftskrise in vielen Industrieländern, insbesondere die Containerterminals in Deutschland und den USA mit Umschlagrückgängen von bis zu 25 % stark getroffen. Die südostasiatischen Häfen verzeichneten nur moderate Abschläge.

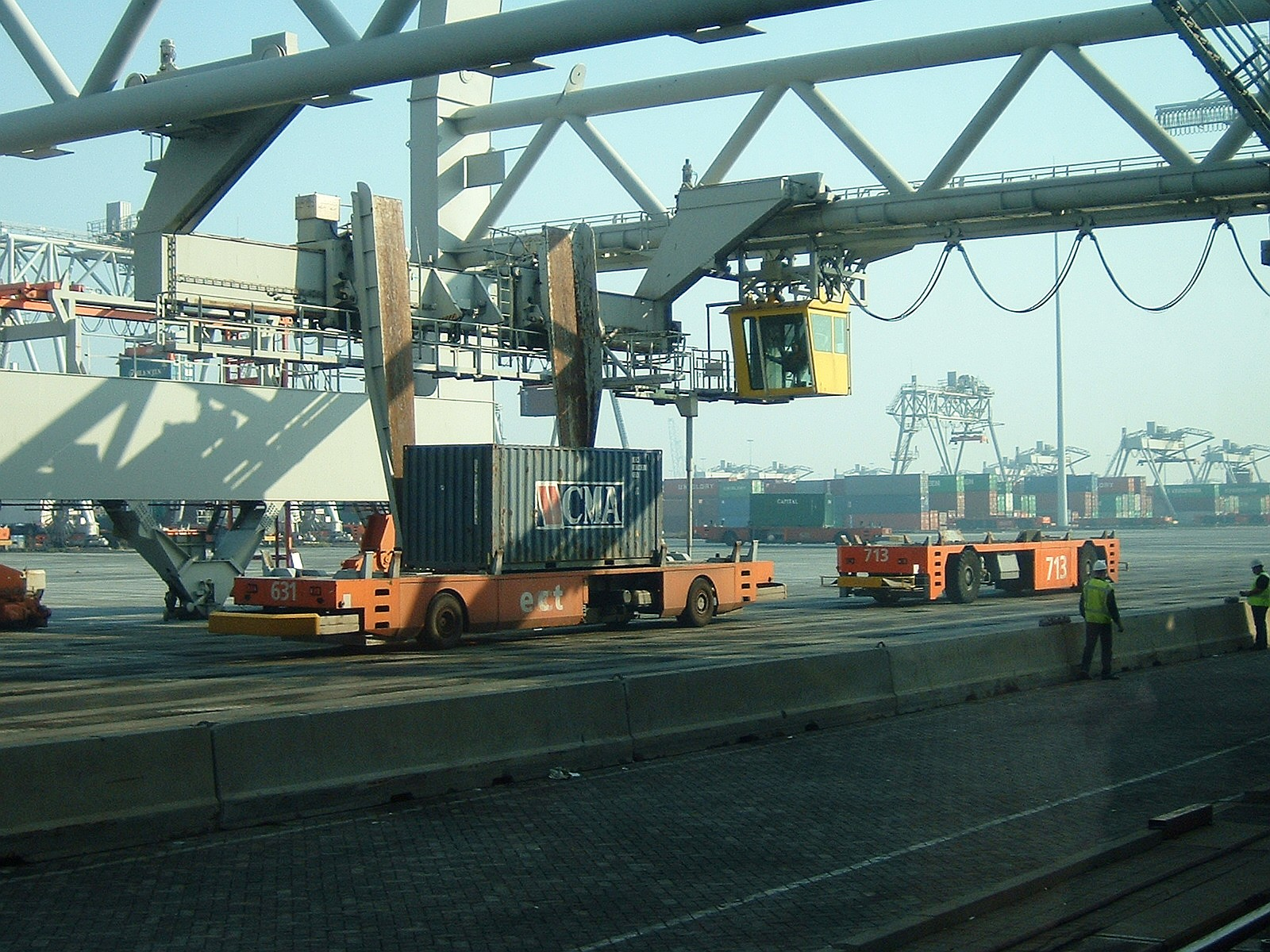
Containerumschlag am Europoort
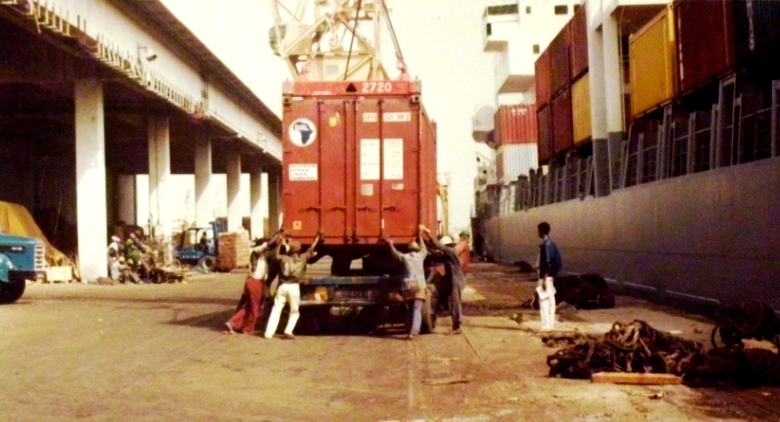
Containerumschlag mit bordseitigem Ladegeschirr und viel Manpower in Dakar (1984)
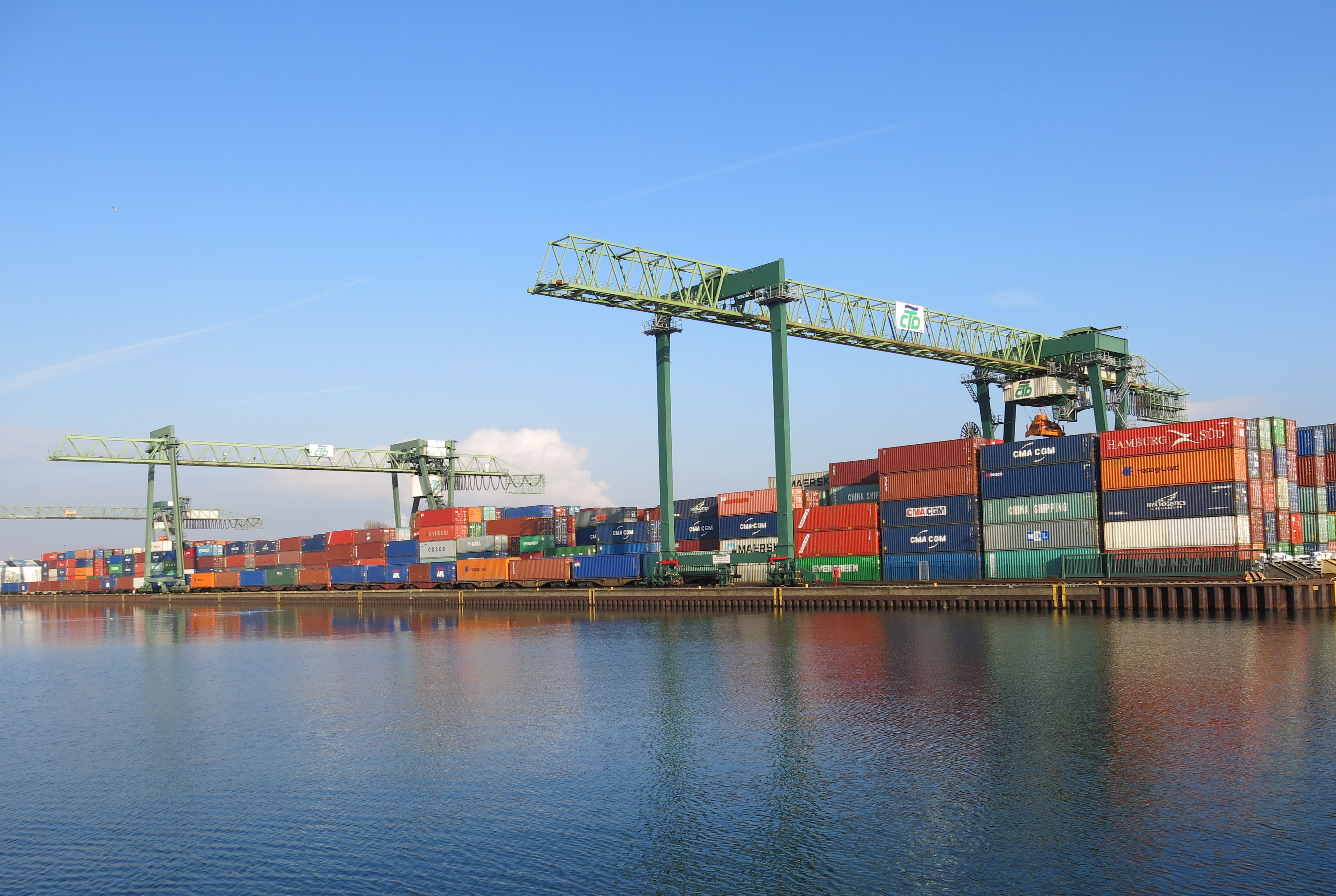
Binnen-Containerterminal Dortmund
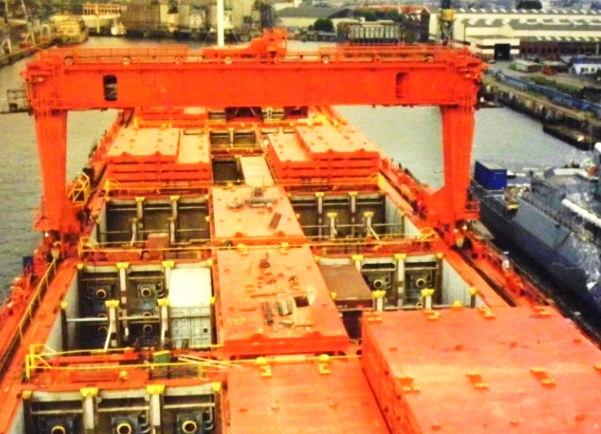
Portalkran auf einem Containerschiff
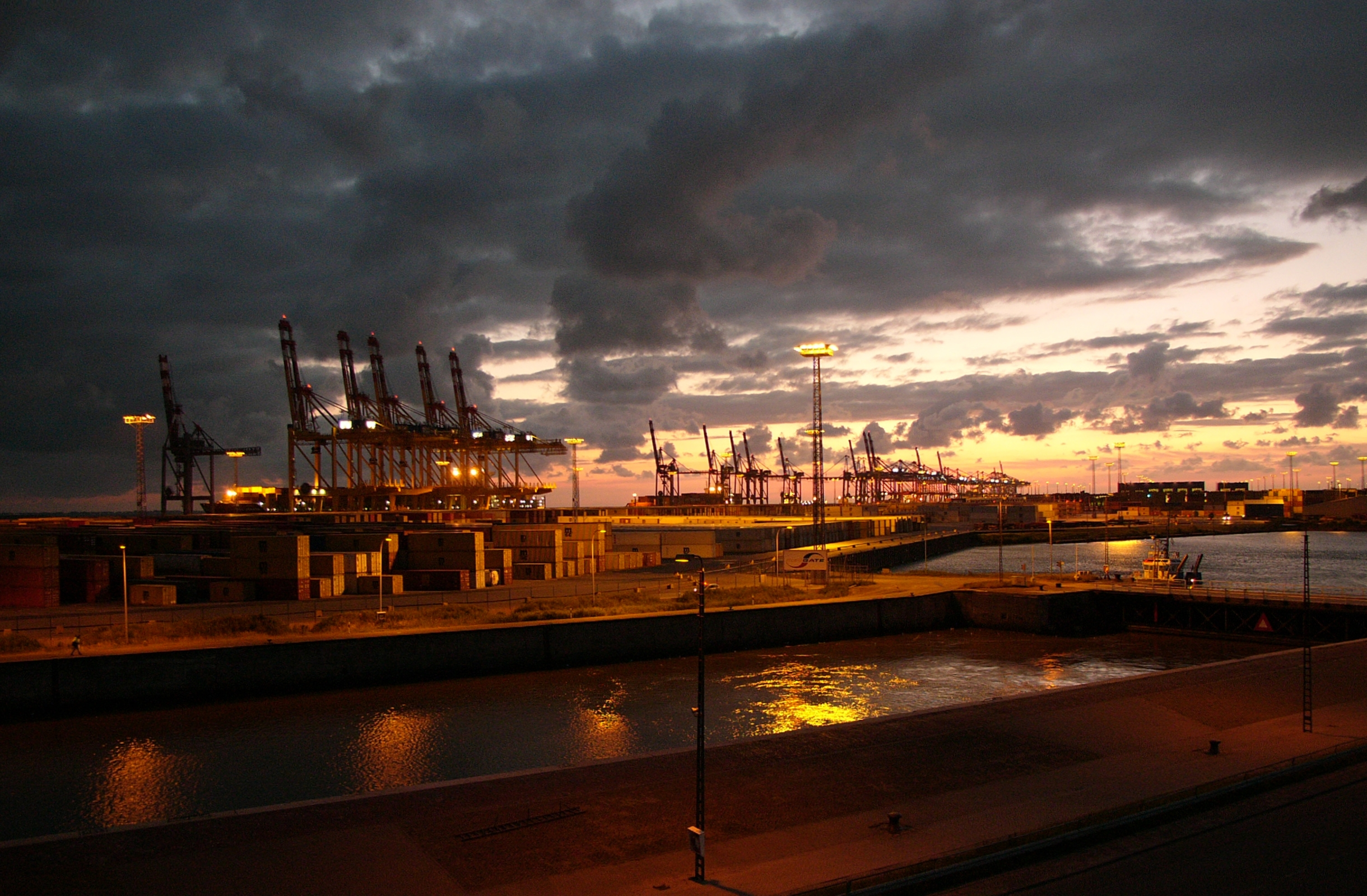
Container-Terminal Bremerhaven
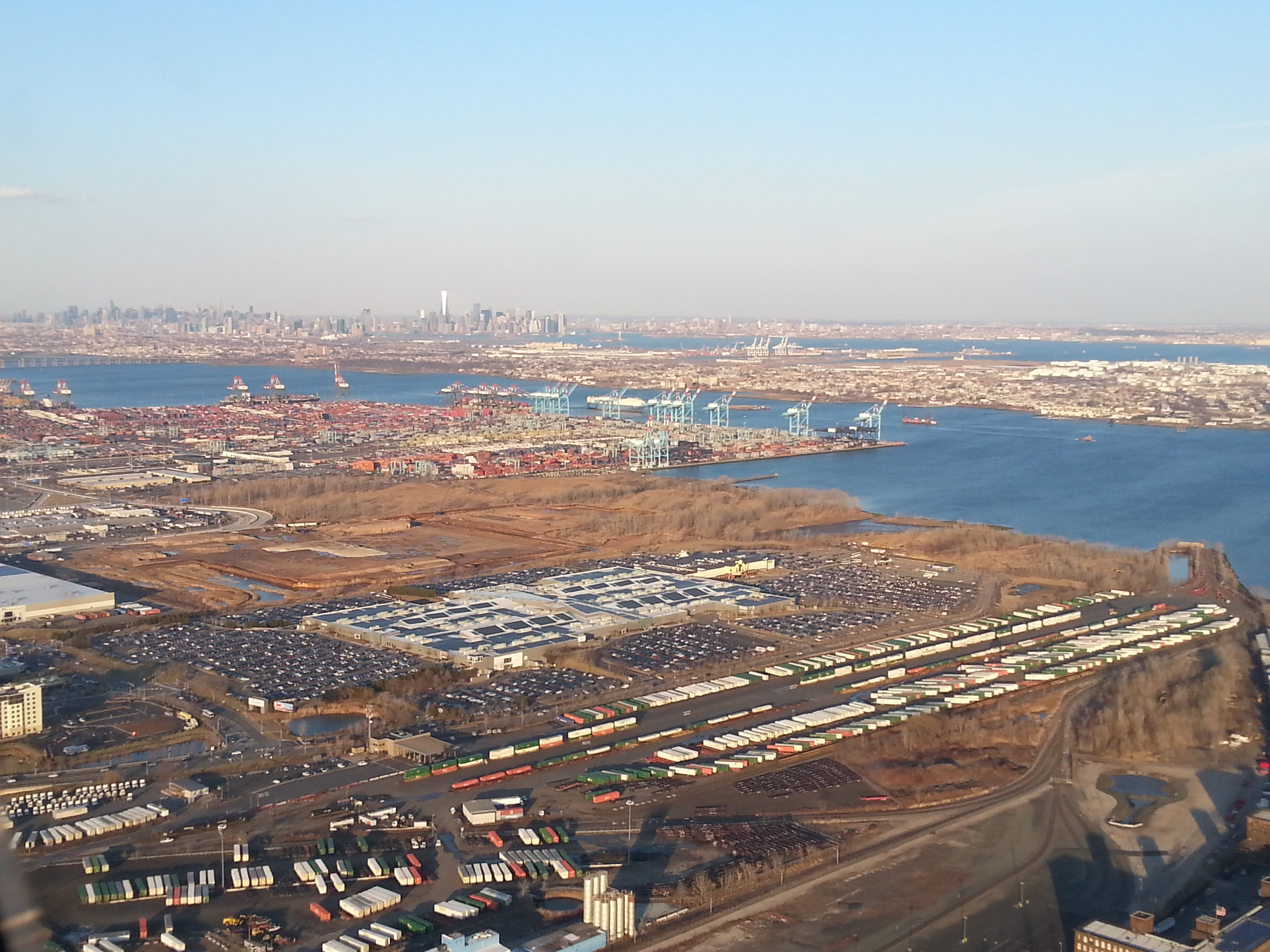
Der Containerterminal in Elizabeth, NJ, einer der größten der USA – im Hintergrund Manhattan

## Umschlag
Der Umschlag erfolgt in den industrialisierten Ländern vorwiegend mit landseitiger Ausrüstung, den riesigen Containerbrücken, die je nach Hafen und Schiffsbreite unterschiedlich groß sind. In der Regel haben sie Tragfähigkeiten von 30 bis 40 Tonnen und schaffen etwa 20 bis 30 Umschlagvorgänge pro Stunde. In den Tiefwasserhäfen spricht man von Panamaxbrücken, da die Panamax-Containerschiffe Breiten von gut 32 Meter bis etwa 50 Meter aufweisen. Containerbrücken sind teuer; kleinere Häfen in Schwellenländern haben deshalb oft keine; dann erfolgt der Umschlag mit schiffseigenen Kränen oder sogenannten Portalkränen. Universell einsetzbare kleine oder mittelgroße Containerschiffe bis 2500 TEU Containerstellplätze haben meist eigene Umschlagseinrichtungen.

## Umschlagdaten der größten Container-Häfen weltweit

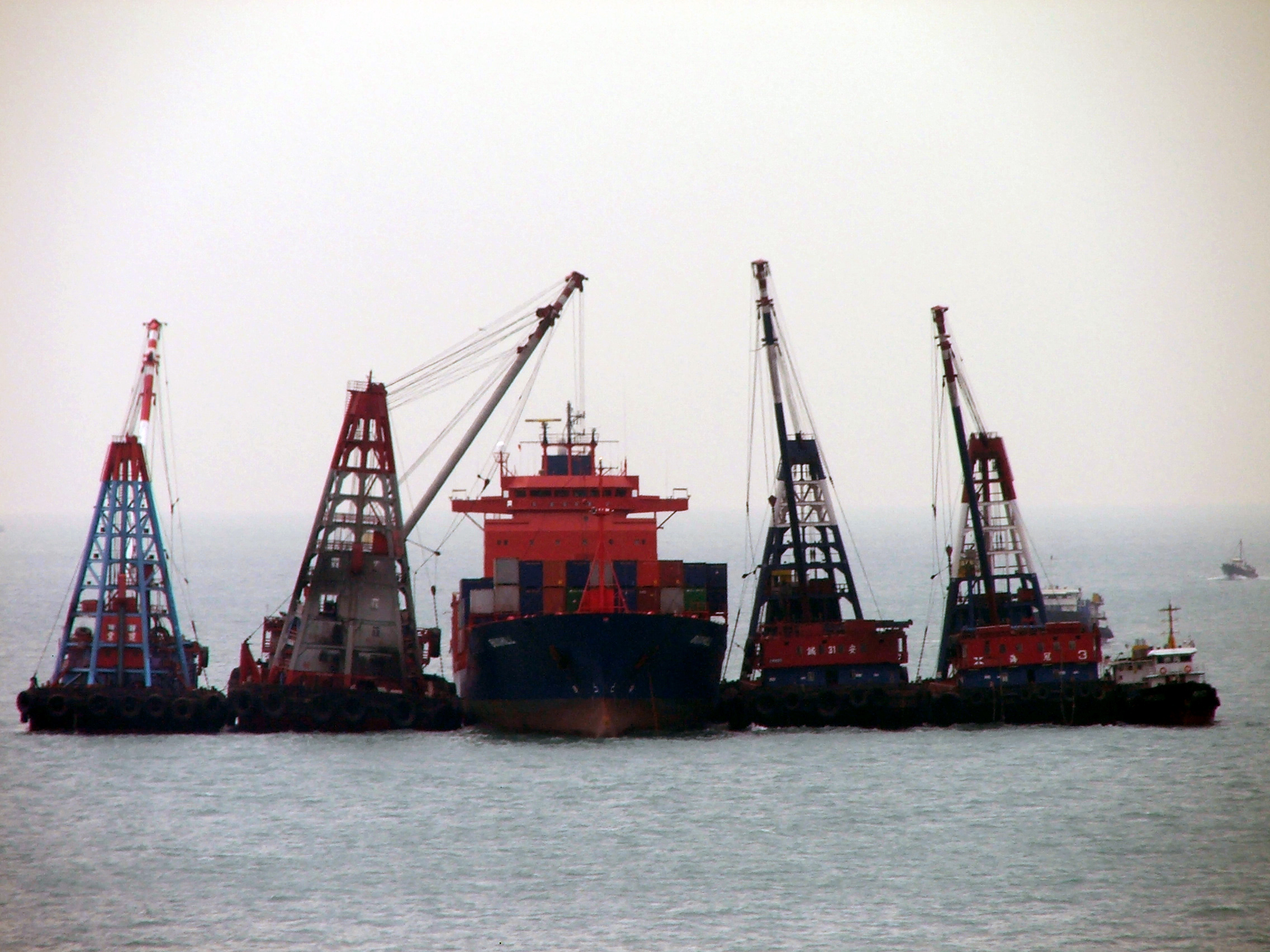
Etwa 30 % des Gesamtcontainerumschlages erfolgt in Hong Kong mit „Derrick Bargen“

| Platz | Hafen                                | 2020                  | 2019       | 2018       | 2017       | 2016       | 2015       | 2014       | 2013       | 2012       | 2011       | 2010       | 2009       | 2008       | 2007       | 2006       | 2005       | 2004       | 2003       | 2002       |
| ----- | ------------------------------------ | --------------------- | ---------- | ---------- | ---------- | ---------- | ---------- | ---------- | ---------- | ---------- | ---------- | ---------- | ---------- | ---------- | ---------- | ---------- | ---------- | ---------- | ---------- | ---------- |
| 1.    | Shanghai (VR China)                  | 43.500.000            | 43.303.000 | 42.010.000 | 40.230.000 | 37.133.000 | 36.537.000 | 35.285.000 | 33.620.000 | 32.529.000 | 31.739.000 | 29.069.000 | 25.002.000 | 29.918.200 | 27.932.000 | 24.792.400 | 23.192.000 | 21.329.000 | 18.410.500 | 16.940.900 |
| 2.    | Singapur (Republik Singapur)         | 36.900.000            | 37.195.000 | 36.600.000 | 33.670.000 | 30.904.000 | 30.922.000 | 33.869.300 | 32.600.000 | 29.649.000 | 29.937.700 | 28.430.800 | 25.866.000 | 27.980.000 | 26.168.000 | 21.710.000 | 18.084.000 | 14.557.200 | 11.281.000 | 8.620.000  |
| 3.    | Ningbo-Zhoushan (VR China)           | 28.700.000            | 27.530.000 | 26.350.000 | 24.610.000 | 21.560.000 | 20.620.000 | 19.450.000 | 17.330.000 | 16.830.000 | 14.686.200 | 13.144.000 | 10.502.800 | 11.226.000 | 9.349.000  | 7.068.000  | 5.208.000  | 4.005.500  | 2.772.200  | 1.860.000  |
| 4.    | Shenzhen (VR China)                  | 26.500.000            | 25.770.000 | 25.750.000 | 25.210.000 | 23.979.000 | 24.204.000 | 24.037.326 | 23.280.000 | 22.941.000 | 22.569.800 | 22.509.000 | 18.250.000 | 21.413.888 | 21.099.000 | 18.468.900 | 16.197.173 | 13.655.484 | 10.649.900 | 7.613.754  |
| 5.    | Guangzhou (VR China)                 | 23.200.000            | 23.236.000 | 21.870.000 | 20.370.000 | 18.858.000 | 17.625.000 | 16.160.000 | 15.310.000 | 14.744.000 | 14.400.000 | 12.550.000 | 11.190.000 | 11.001.300 | 9.200.000  | 6.600.000  | 4.683.000  | 3.308.200  | 2.761.000  | 2.180.000  |
| 6.    | Qingdao (VR China)                   | 22.000.000            | 21.010.000 | 19.320.000 | 18.260.000 | 18.010.000 | 17.510.000 | 16.624.400 | 15.520.000 | 14.500.000 | 13.020.000 | 12.012.000 | 10.260.000 | 10.320.000 | 9.462.000  | 7.702.000  | 6.307.000  | 5.139.700  | 4.238.000  | 3.410.000  |
| 7.    | Busan (Südkorea)                     | 21.800.000            | 21.992.000 | 21.660.000 | 21.400.000 | 19.850.000 | 19.469.000 | 18.651.883 | 17.690.000 | 17.041.000 | 16.175.307 | 14.157.300 | 11.954.850 | 13.425.000 | 13.270.000 | 12.030.000 | 11.840.445 | 11.491.968 | 10.407.809 | 9.453.356  |
| 8.    | Tianjin (VR China)                   | 18.400.000            | 17.264.000 | 16.010.000 | 15.210.000 | 14.490.000 | 14.090.000 | 14.050.000 | 13.010.000 | 12.300.000 | 11.500.000 | 10.080.000 | 8.700.000  | 8.500.000  | 7.103.000  | 5.900.000  | 4.801.000  | 3.814.000  | 3.015.000  | 2.408.000  |
| 9.    | Hongkong (VR China)                  | 18.000.000            | 18.361.000 | 19.600.000 | 20.760.000 | 19.813.000 | 20.073.000 | 22.226.000 | 22.350.000 | 23.117.000 | 24.404.000 | 23.532.000 | 20.983.000 | 24.248.000 | 23.881.000 | 23.234.000 | 22.427.000 | 21.984.000 | 20.449.000 | 19.144.000 |
| 10.   | Los Angeles (USA)                    | 17.300.000            | 9.337.000  | 9.500.000  | 9.340.000  | 8.857.000  | 8.160.000  | 8.340.000  | 7.870.000  | 8.078.000  | 7.940.511  | 7.831.900  | 6.749.000  | 7.849.985  | 8.355.039  | 8.469.853  | 7.484.624  | 7.321.433  | 7.178.940  | 6.105.857  |
| 11.   | Rotterdam (Niederlande)              | 14.300.000            | 14.810.000 | 14.512.661 | 13.734.334 | 12.385.000 | 12.235.000 | 12.297.570 | 11.620.000 | 11.866.000 | 11.876.920 | 11.145.800 | 9.743.300  | 10.783.825 | 10.790.604 | 9.690.052  | 9.286.757  | 8.280.787  | 7.143.920  | 6.506.311  |
| 12.   | Dubai (VAE)                          | 13.500.000            | 14.111.000 | 14.950.000 | 15.368.000 | 14.772.000 | 15.592.000 | 15.249.000 | 13.640.000 | 13.280.000 | 13.000.000 | 11.600.000 | 11.124.100 | 11.827.299 | 10.653.026 | 8.923.465  | 7.619.222  | 6.428.883  | 5.151.955  | 4.194.264  |
| 13.   | Port Klang (Malaysia)                | 13.200.000            | 13.580.000 | 12.320.000 | 12.060.000 | 13.170.000 | 11.887.000 | 10.945.804 | 10.350.000 | 10.001.000 | 9.604.000  | 8.870.000  | 7.309.780  | 7.970.000  | 7.120.000  | 6.320.000  | 5.543.527  | 5.243.593  | 4.841.235  | 4.533.212  |
| 14.   | Antwerpen (Belgien)                  | 12.031.000            | 11.860.000 | 11.100.000 | 10.451.000 | 10.037.000 | 9.654.000  | 8.962.000  | 8.590.000  | 8.635.000  | 8.664.243  | 8.468.475  | 7.309.639  | 8.662.890  | 8.175.951  | 7.018.799  | 6.488.029  | 6.063.746  | 5.445.437  | 4.777.151  |
| 15.   | Xiamen (VR China)                    | 11.400.000            | 11.122.000 | 10.700.000 | 10.380.000 | 9.614.000  | 9.183.000  | 8.572.400  | 8.010.000  | 7.200.000  | 6.460.700  | 5.820.000  | 4.680.300  | 5.035.000  |            |            |            |            |            |            |
| 16.   | Tanjung Pelepas (Malaysia)           | 9.800.000             | 9.100.000  | 8.960.000  | 8.380.000  | 8.281.000  | 9.120.000  | 8.522.936  | 7.630.000  | 7.700.000  | 7.500.000  | 6.530.000  | 6.016.500  | 5.600.000  | 5.500.000  | 4.770.000  | 4.169.177  | 4.020.421  | 3.487.320  | 2.660.000  |
| 17.   | Kaohsiung (Taiwan)                   | 9.600.000             | 10.428.000 | 10.450.000 | 10.240.000 | 10.465.000 | 10.264.000 | 10.560.554 | 9.940.000  | 9.780.000  | 9.636.289  | 8.871.745  | 8.581.300  | 9.676.554  | 10.256.829 | 9.774.670  | 9.470.000  | 9.714.115  | 8.843.365  | 8.493.052  |
| 18.   | Hamburg (Deutschland)                | 8.500.000             | 9.274.000  | 8.730.000  | 8.882.000  | 8.910.000  | 8.821.000  | 9.775.745  | 9.300.000  | 8.864.000  | 9.014.165  | 7.895.736  | 7.007.704  | 9.737.110  | 9.889.792  | 8.861.804  | 8.087.545  | 7.003.479  | 6.137.926  | 5.373.999  |
|       | Long Beach (USA)                     | siehe bei Los Angeles | 7.632.000  | 8.100.000  | 7.540.000  | 6.780.000  | 7.192.000  | 6.821.000  | 6.730.000  | 6.046.000  | 6.061.085  | 6.263.500  | 5.067.600  | 6.487.816  | 7.312.465  | 7.290.365  | 6.709.818  | 5.779.852  | 4.658.124  | 4.526.365  |
| 19.   | Ho-Chi-Minh-Stadt (Vietnam)          | 7.900.000             | 7.220.000  | 6.330.000  | 5.930.000  | 5.987.000  | 6.556.000  | 5.148.132  | 5.960.000  | 5.190.000  | 4.674.000  | 4.100.000  |            | 3.100.000  |            |            |            |            |            |            |
| 20.   | New York (USA) incl. New Jersey      | 7.600.000             | 7.471.000  | 7.180.000  | 6.710.000  | 6.252.000  | 6.372.000  | 5.772.303  | 5.467.000  | 5.530.000  | 5.503.486  | 5.292.000  | 4.561.850  | 5.265.053  | 5.299.105  | 5.128.430  | 4.792.922  | 4.478.480  | 4.067.811  | 3.749.014  |
| 21.   | Laem Chabang (Thailand)              | 7.500.000             | 8.106.000  | 8.070.000  | 7.760.000  | 7.227.000  | 6.780.000  | 6.583.165  | 6.040.000  | 5.930.000  | 5.731.063  | 5.068.100  | 4.621.600  | 5.134.000  |            |            |            |            |            |            |
| 22.   | Tanjung Priok / Jakarta (Indonesien) | 6.900.000             | 7.600.000  | 6.900.000  | 6.080.000  | 5.515.000  | 5.154.000  | 5.034.000  | 6.590.000  | 6.200.000  | 5.618.000  | 4.715.000  |            | 3.984.000  |            |            |            |            |            |            |
| 23.   | Colombo (Sri Lanka)                  | 6.800.000             | 7.228.000  | 7.050.000  | 6.209.000  | 5.735.000  | 5.185.000  |            |            |            |            |            |            |            |            |            |            |            |            |            |
| 24.   | Tanger-Med (Marokko)                 | 5.800.000             | 4.802.000  | 3.472.000  | 3.312.000  | 3.023.000  | 2.971.000  | 3.354.000  |            |            |            |            |            |            |            |            |            |            |            |            |
| 25.   | Yingkou (VR China)                   | 5.700.000             | 5.480.000  | 6.490.000  | 6.280.000  | 5.992.000  |            | 5.768.200  |            |            |            |            |            |            |            |            |            |            |            |            |
| 26.   | Piräus (Griechenland)                | 5.400.000             | 5.648.000  | 4.907.000  | 4.145.000  | 3.737.000  | 3.360.000  | 3.164.000  |            |            |            |            |            |            |            |            |            |            |            |            |
| 27.   | Valencia (Spanien)                   | 5.400.000             | 5.439.000  | 4.832.000  | 4.761.000  | 4.516.000  | 4.457.000  | 4.501.000  |            |            |            |            |            |            |            |            |            |            |            |            |
| 28.   | Dalian (VR China)                    | 5.100.000             | 8.760.000  | 9.770.000  | 9.710.000  | 9.614.000  | 9.450.000  | 10.127.600 | 10.860.000 | 8.060.000  | 6.400.000  | 5.242.000  | 4.576.500  | 4.503.000  |            |            |            |            |            |            |
| 29.   | Algeciras (Spanien)                  | 5.100.000             | 5.125.000  | 4.773.000  | 4.340.000  | 4.761.000  | 4.516.000  | 4.457.000  |            |            |            |            |            |            |            |            |            |            |            |            |
| 30.   | Rizhao (VR China)                    | 4.900.000             |            |            |            |            |            |            |            |            |            |            |            |            |            |            |            |            |            |            |
| 31.   | Bremen/Bremerhaven (Deutschland)     | 4.800.000             | 4.856.000  | 5.480.000  | 5.514.000  | 5.535.000  | 5.547.000  | 5.795.624  | 5.795.000  | 6.115.000  | 5.915.487  | 4.871.300  | 4.535.850  | 5.529.159  | 4.912.177  | 4.449.624  | 3.743.969  | 3.469.253  | 3.189.853  | 3.031.587  |

## Puffer- und Speicherfunktion
Die unterschiedlichen Vor- und Nachlaufzeiten auf der Straße oder der Eisenbahn sowie die langen Fahrzeiten mit dem Schiff erfordern eine verschiedenartige und ausgleichende Verteilung der Containermengen über die Zeit. Die Containerterminals sind daher auch ein Pufferspeicher, der hinreichend große Lagerflächen hat. Diese sind umzäunt und bewacht.
Dadurch ist es nicht erforderlich, dass die beteiligten Transportmoden für Land- und Seeverkehr aufeinander warten. Die systematische Bewirtschaftung der Terminalflächen berücksichtigt die voraussichtlichen Liegeplätze der Schiffe und den Stauplan im Schiff. Man ist bestrebt, die Liegezeiten der Schiffe so kurz wie möglich zu halten. Dies erfolgt EDV-gestützt. Wenn die Anzahl an Ladegleisen ein Engpassfaktor ist (d. h. weil sie knapp sind), versucht der Betreiber der Terminalflächen, Güterzüge in möglichst kurzer Zeit zu be- und/oder zu entladen und Terminwünsche möglichst zu erfüllen.

## Automatisierung

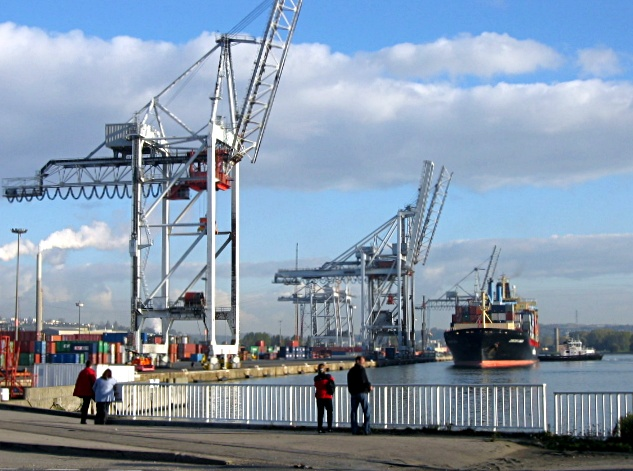
Container-Terminal in Le Havre

In einigen Häfen erfolgt der Transport der Container von der Kranbrücke zum Lagerplatz vollautomatisch mit führerlosen Fahrzeugen, die autonom gesteuert werden (siehe Containerterminal Altenwerder, Terminal ECT Rotterdam). Die Wahl des Betriebskonzepts für ein Containerterminal wird von der gewünschten Flexibilität und dem verfügbaren Investitionsbudget bestimmt. Vollautomatisierung erfordert erheblich höhere Investitionen und ist weniger flexibel, als ein mit manuell gesteuertem Gerät bewirtschaftetes Terminal. Zudem ist in einem vollautomatischen Terminal aus Sicherheitsgründen keine Steigerung der Spitzenleistung durch einen Mischbetrieb mit manuell gesteuertem Gerät möglich.
Die Container in Binnenland-Terminals werden ebenfalls mittels Kranbrücken von Eisenbahnwaggons auf Straßenfahrzeuge umgeladen oder in kleineren Anlagen mit Hilfe von Reach-Stackern.

## Projekte in Deutschland
In Deutschland gab und gibt es mehrere große Projekte, um dem wachsenden Containerumschlag gerecht zu werden:
- Das Containerterminal in Bremerhaven wurde nördlich der schon länger bestehenden Terminals I und II (Wilhelm-Kaisen-Terminal) wesentlich erweitert: CT III, Kailänge 800 Meter (eröffnet 1997), CT IIIa mit 400 m Kailänge (Inbetriebnahme November 2003) sowie dem CT IV mit 1600 m Kailänge (Baubeginn 2004, Fertigstellung: 1. Abschnitt Ende 2006, 2. Abschnitt CT IVa 2007). Außerdem Vertiefung und Verbreiterung der Weserfahrrinne sowie der Wendestelle auf 600 Meter Breite. Das Container-Terminal Bremerhaven weist nun rund 5,0 km Länge auf und war mit einer Stellfläche von über 2.000.000 m² das größte zusammenhängende CT der Welt; seit 2004 eingetragen im Guinness-Buch der Rekorde. Nach Abschluss des Ausbaus beträgt die Stellfläche rd. 3.000.000 m². Seit Fertigstellung von CT IVa ist das CT Bremerhaven weltweit das längste CT an einer sog. Stromkaje.

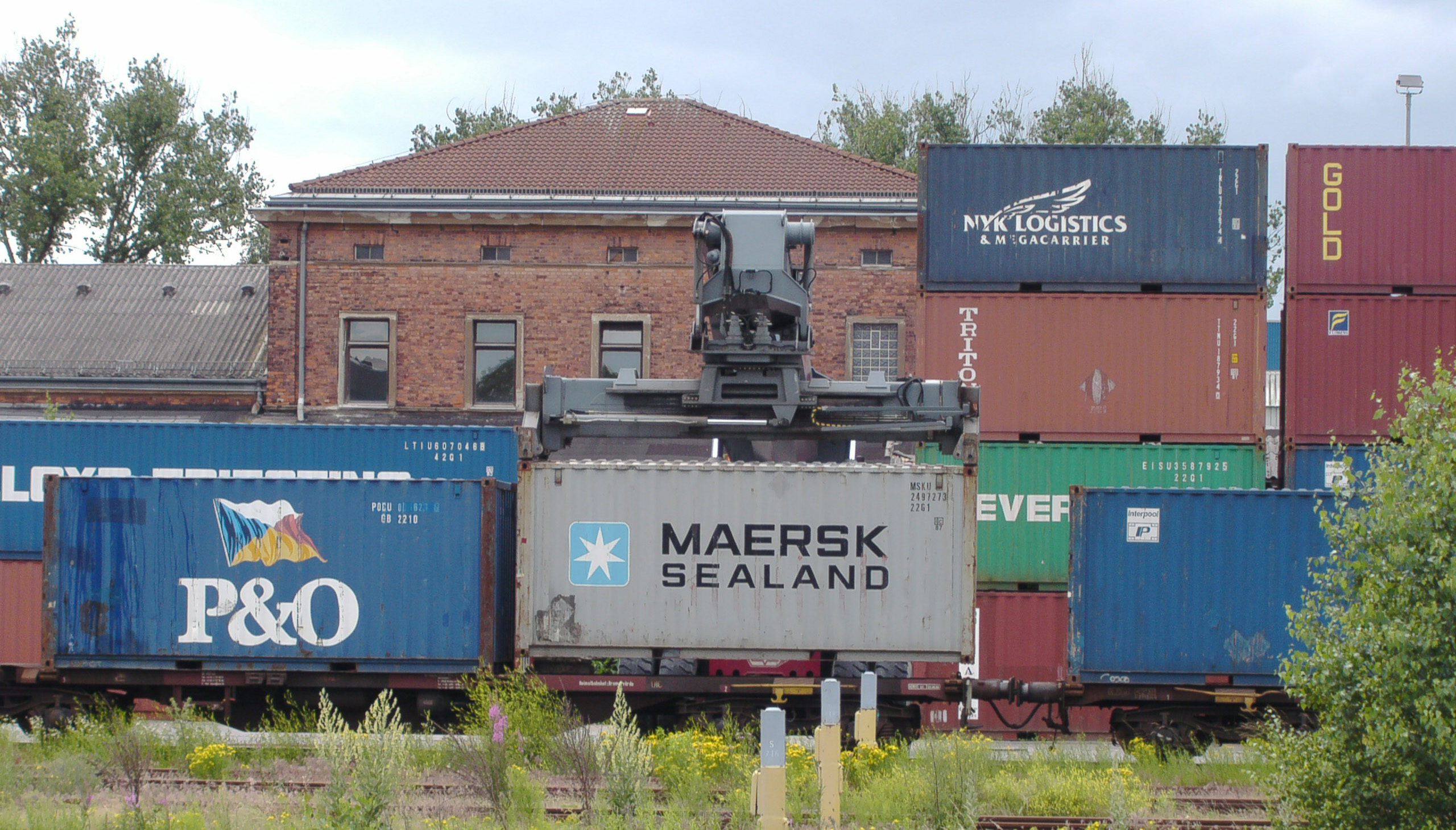
Verladung von Containern mittels Reach-Stacker in Hof (Saale) Hauptbahnhof

- Der JadeWeserPort in Wilhelmshaven soll neben der Zu- und Abfuhr für Landverkehre vor allem dem Umschlag auf seegehende Feederverkehre für die Ostsee und für andere Häfen nördlich der Deutschen Bucht dienen. 2006 erhielt Eurogate den Zuschlag für den Betrieb des Containerterminals Wilhelmshaven (CTW). Mit einer Wassertiefe von 17,6 m und einer Kajenlänge von zunächst 1000 m, später 1725 m ist der JadeWeserPort der einzige Tiefwasserhafen Deutschlands. Die offizielle Inbetriebnahme erfolgte am 21. September 2012.
- Umstrukturierung des HHLA-Containerterminals Burchardkai, des in der Umschlagmenge größten Terminals in Deutschland. Hier wurde parallel zum laufenden Betrieb die Kapazität von über zwei Millionen im Jahr 2008 auf fünf Millionen TEU verdoppelt. Dies wurde dadurch erreicht, dass die bisherige Lagertechnik (Einstapeln von Containern mit Van-Carriern) durch ein Lagersystem mit Stapelkränen (ASC Automatic Stacking Cranes) mit einer komplexen elektronisch gesteuerten Lageroptimierung nach und nach ersetzt wurde. Das Projekt wurde im Jahr 2007 begonnen, die ersten Stapelkräne befinden sich seit 2010 im Einsatz.

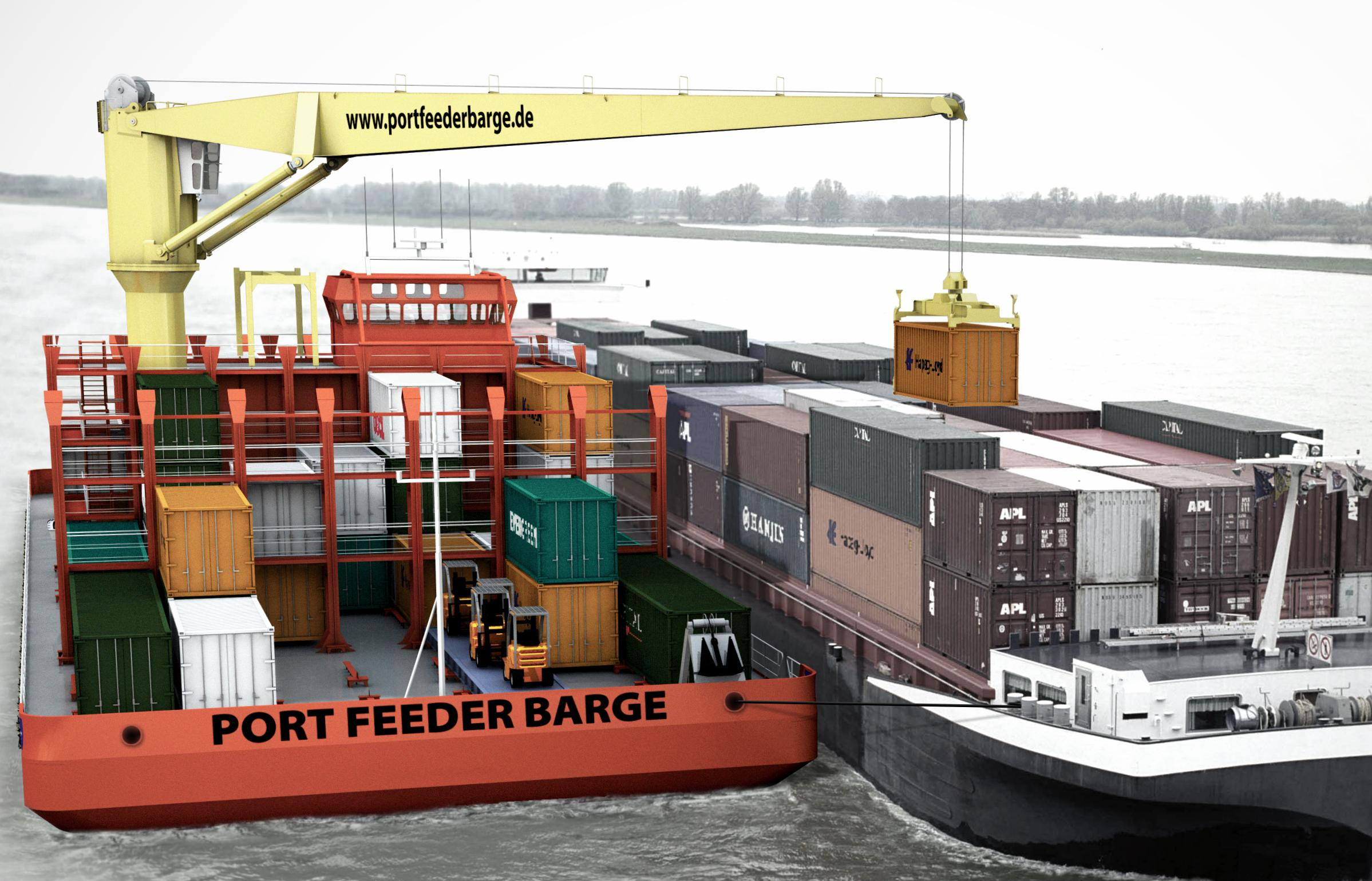
In Hamburg wird über den Einsatz der Port Feeder Barge nachgedacht, auch um den Anteil der Binnenschifffahrt beim Container-Hinterlandtransport zu vergrößern

- Erneuerung der Liegeplätze 1–3 (bereits fertiggestellt) und später erfolgende Westerweiterung am Eurogate Containerterminal Hamburg in Richtung Bubendey-Ufer. Dafür wird der jetzige Petroleumhafen zugeschüttet, es werden zwei neue Großschiffsliegeplätze mit einer Gesamtlänge von mehr als 1000 m entstehen. Damit wird die Umschlagkapazität des Eurogate Container-Terminals Hamburg um 1,9 Mio. TEU auf 6 Mio. TEU erhöht werden. Das Projekt dient auch der Erweiterung des Drehkreises auf der Elbe vor der Einfahrt in das Hafenbecken von 480 m auf 600 m Durchmesser.[5]
- Bau eines neuen Liegeplatzes und Umstrukturierung am HHLA-Containerterminal Tollerort in Hamburg bis 2012. Nun können hier etwa zwei Millionen TEU im Jahr umgeschlagen werden.
- Der Bau eines neuen Containerterminals mit einer Umschlagkapazität von etwa 3½ Millionen TEU im zentralen Bereich des Hamburger Hafens („CTS – Container Terminal Steinwerder“) wurde inzwischen zurückgestellt, nun soll es nicht nur für den Containerumschlag genutzt werden.
- Die Planungen eines neuen Containerterminals in Hamburg-Moorburg mit einer Umschlagkapazität von bis zu 6 Millionen TEU („CTM – Container Terminal Moorburg“) wurden inzwischen in die ferne Zukunft zurückgestellt.
- eine weitere, umstrittene Vertiefung und Fahrrinnen-Anpassung der Unter- und der Außenelbe begann Anfang 2019 mit der Vorbereitung von Klappstellen in der Elbe für das Baggergut.

## Projekte in Österreich
In Österreich werden 14 öffentliche, bi- und trimodale Containerterminals betrieben:
- Cargo Center Graz
- Container Terminal Enns/Ennshafen
- Container Terminal Salzburg
- Terminal Hall in Tirol
- Linz Stadthafen CCT
- Montan Terminal Kapfenberg
- Hafen Krems
- Hafen Wien-Freudenau
- Terminal Bludenz
- Terminal St. Michael
- Terminal Villach Süd
- Terminal Wels
- Terminal Wien Süd
- Terminal Wolfurt[6]

1982 wurde im CTS Container Terminal Salzburg der erste Portalkran Österreichs in Betrieb genommen. Das Terminal Salzburg in Wals-Siezenheim ist mit einer Umschlagskapazität von rund 300.000 TEU pro Jahr aufgrund der direkten Anbindung an die TEN 17 Eisenbahnmagistrale und West Autobahn A1 sowie die unmittelbare Nähe zum Flughafen Salzburg eines der größten und wichtigsten Terminals in Österreich.
1982 wurde das Terminal Wolfurt eröffnet und 2018 stark erweitert.